# Otto Friedrich Magnus von Baudissin
Otto Friedrich Magnus rigsgreve von Baudissin (5. juli 1792 på Knoop – 25. juni 1865 i Dresden) var en holstensk godsejer og officer på tysk side i Treårskrigen, bror til Wolf Heinrich von Baudissin.
Han var søn af grev Carl Ludwig von Baudissin og indtrådte 14 år gammel som frikorporal ved Livgarden til Fods og gennemgik derpå det danske militære institut, hvorfra han afgik 1810 som sekondløjtnant. Sin fænriksudnævnelse fik han 16. marts 1808, da efterretningen om Christian VII's død nåede København, og han tillige med en anden frikorporal førte Gardens faner ind på slottet til den nye konge. 1825 blev han premierløjtnant, 1836 kaptajn og 1839 major i Garden.
Baudissin betragtedes som en fuldblods repræsentant for det holstenske ridderskab og var kendt i København for sin adelsstolthed og for den foragt, hvormed han så ned på borgerlig fødte. Men med alt dette var han en begavet og kundskabsrig mand, brav og hjælpsom mod sine undergivne og meget afholdt af disse. Ved Hærens omordning 1842 tilkom der ham efter hans stilling og aldersorden posten som næstkommanderende i Garden, men en yngre major, ganske vist ifølge sin statur mere kvalificeret for Garden end den firskårne, undersætsige greve, blev ham foretrukket, og efter først at have stået et halvt års tid à la suite blev han forsat til 16. bataljon i Rendsborg.
Denne tilsidesættelse krænkede dybt den ærekære mand og har utvivlsomt bidraget sit til, at Baudissin, der 1846 var blevet oberstløjtnant og kommandør for 16. bataljon, 1848 stillede sit ansete navn og sin store indflydelse til rådighed for oprørets ledere. Det var væsentlig ved hans hjælp, at Rendsborg Fæstning så let faldt i prinsen af Nørs hænder. Til belønning avancerede Baudissin hurtigt op til de højeste grader i insurgentarmeen og betroedes under den treårige krig vigtige kommandostillinger.
I slaget ved Isted var han generalmajor og chef for 1. brigade, der dannede Karl Wilhelm von Willisens venstre fløj, men under slagets gang fik han efterhånden kommandoen over næsten den halve del af hæren og førte med udmærket duelighed og kraft angrebet frem over Gammellund og Bøgholt mod Helligbæk – nøglen til den danske hærs stilling. Da Baudissin i spidsen for sine bataljoner ville angribe dette punkt, blev han imidlertid såret, og efter en blodig kamp endnu i længere tid, i hvilken sejren var uvis, måtte han til sidst med sit korps opgive de vundne fordele.
Baudissin blev efter krigens ophør landsforvist; sit efter faderen arvede gods Lammershagen havde han allerede tidligere afhændet, og han tog bolig hos en broder i Dresden, hvor han døde.